# Dystasia laosica
Dystasia laosica là một loài bọ cánh cứng trong họ Cerambycidae.